# 金亨東
金亨東（：／ Kim Hyeong-dong，1975年3月25日—），大韓民國保守派政治人物，第21屆國會議員。